# Repor
Repor és un programa de Televisió Espanyola (TVE) que s'emet setmanalment al canal 24 Horas. És un programa de producció pròpia dels Serveis Informatius de TVE que elabora reportatges amb contingut social, de denúncia o retrats i situacions de la vida quotidiana.